# Mariano Simon Garriga
Mariano Simon Garriga (* 31. Mai 1886 in Port Isabel, Texas; † 21. Februar 1965) war ein US-amerikanischer Geistlicher und Bischof von Corpus Christi.

## Leben
Mariano Simon Garriga empfing am 2. Juli 1911 das Sakrament der Priesterweihe für das Apostolische Vikariat Brownsville.
Papst Pius XI. ernannte ihn am 20. Juni 1936 zum Koadjutorbischof von Corpus Christi und Titularbischof von Syene. Die Bischofsweihe spendete ihm der Erzbischof von San Antonio, Arthur Jerome Drossaerts, am 21. September desselben Jahres; Mitkonsekratoren waren der Bischof von Corpus Christi, Emmanuel Boleslaus Ledvina, und der Bischof von Fargo, Aloysius Muench.
Mit dem Rücktritt Emmanuel Boleslaus Ledvinas am 15. März 1949 folgte Garriga diesem als Bischof von Corpus Christi nach. In seiner Amtszeit holte er die Jesuiten nach Corpus Christi und übertrug ihnen die Leitung des von ihm 1960 gegründeten Knabenseminars. Er förderte das kirchliche Bildungswesen durch die Gründung einer großen Zahl von Pfarrschulen.
Garriga nahm an der ersten Sitzungsperiode des Zweiten Vatikanischen Konzils als Konzilsvater teil.